# ソユーズMS-01
ソユーズMS-01は2016年に国際宇宙ステーションに向かって打ち上げられたソユーズ宇宙船である。当初は2016年6月の打ち上げ予定であったが、若干延期されて2016年7月7日にカザフスタンのバイコヌール宇宙基地から打ち上げられた。国際宇宙ステーション第48/49次長期滞在のクルー3名が搭乗した。ソユーズMS-01はソユーズ宇宙船として130機目、改良型のソユーズMSとしては初めてのフライトであった。コマンダーはロシア、フライトエンジニアは日本とアメリカから参加した。
2016年6月6日に、制御システムに国際宇宙ステーションとのドッキングに支障を来す可能性がある欠陥が見つかったため、打ち上げが2016年7月に延期された。打ち上げ後、2016年7月9日に国際宇宙ステーションにドッキングし、同年10月30日に地球に帰還した。

## クルー
| 地位                 | メンバー                                                     | メンバー                                                     |
| -------------------- | ------------------------------------------------------------ | ------------------------------------------------------------ |
| コマンダー           | アナトーリ・イヴァニシン, RSA 第48次長期滞在 2回目の宇宙飛行 | アナトーリ・イヴァニシン, RSA 第48次長期滞在 2回目の宇宙飛行 |
| フライトエンジニア 1 | 大西卓哉, JAXA 第48次長期滞在 1回目の宇宙飛行                | 大西卓哉, JAXA 第48次長期滞在 1回目の宇宙飛行                |
| フライトエンジニア 2 | キャスリーン・ルビンズ, NASA 第48次長期滞在 1回目の宇宙飛行  | キャスリーン・ルビンズ, NASA 第48次長期滞在 1回目の宇宙飛行  |

### バックアップクルー
| 地位                 | メンバー                    | メンバー                    |
| -------------------- | --------------------------- | --------------------------- |
| コマンダー           | オレッグ・ノヴィツキー, RSA | オレッグ・ノヴィツキー, RSA |
| フライトエンジニア 1 | トマ・ペスケ, ESA           | トマ・ペスケ, ESA           |
| フライトエンジニア 2 | ペギー・ウィットソン, NASA  | ペギー・ウィットソン, NASA  |